# Alick Maemae
Alick Maemae (10 de diciembre de 1985 en Suraina) es un futbolista salomonense que juega como delantero.

## Carrera
Comenzó su carrera futbolística en el Fawkner Blues australiano en 2001. Pero al año siguiente el Koloale FC de su país natal lo fichó para afrontar la temporada 2003/04. A mediados de 2003 llegó al Makuru FC y jugó allí hasta 2005, cuando fue transferido al YoungHeart Manawatu neozelandés. En 2007 regresó al Makuru para jugar una temporada, y volvió a viajar a Nueva Zelanda para ser parte del YoungHeart. En 2009 se trasladó a Papúa Nueva Guinea para jugar en el Hekari United, con el club papú logró el título de la O-League 2010. Luego del logro internacional, se incorporó al Amicale FC.

### Clubes
| Club                | País               | Año         |
| ------------------- | ------------------ | ----------- |
| Fawkner Blues       | Australia          | 2001 - 2002 |
| Koloale FC          | Islas Salomón      | 2002 - 2003 |
| Makuru FC           | Islas Salomón      | 2003 - 2005 |
| YoungHeart Manawatu | Nueva Zelanda      | 2005 - 2007 |
| Makuru FC           | Islas Salomón      | 2007 - 2008 |
| YoungHeart Manawatu | Nueva Zelanda      | 2008 - 2009 |
| Hekari United       | Papúa Nueva Guinea | 2009 - 2010 |
| Amicale FC          | Vanuatu            | 2010 - 2014 |

### Selección nacional
Jugó 15 partidos por las eliminatorias de la OFC a los mundiales de 2006 y 2010, convirtió 5 goles. Además, jugó 4 partidos no oficiales en lo que hizo 1 gol.